# П'єр Гійом Фредерік Ле Пле
П'єр Гійом Фредерік Ле Пле (фр. Frédéric Le Play; 11 квітня 1806 — 5 квітня 1882) — французький геолог (професор Гірничої школи в м. Париж), економіст, соціолог (його дослідження робітничих сімей та їхніх бюджетів вважаються класичними і є нині важливим джерелом інформації про тогочасний стан робітничого класу).

## Життєпис
Народився в комуні Ла-Рив'єр-Сен-Совер (департамент Кальвадос, Франція). 1837–39 був учасником експедиції на Південь Росії та України, організованої А.Демидовим (членом Петербурзької, Мюнхенської, Стокгольмської та Паризької академій наук, власником італійського князівства Сан-Донато, нащадком гірничозаводчика Акінфія Демидова). Окрім Л.-П., до експедиції входили ще 20 іноземних фахівців (топографи, хіміки, палеонтологи, медики, рисувальник). Л.-П. очолював геолорозвідувальні роботи, безпосередньо на Донбасі він продовжив розвідки, розпочаті свого часу Ф.Зуєвим, К.Габлицем, П.-С.Палласом, Є.Ковалевським.
Науковим результатом експедиції стало видання коштом А.Демидова 4-томної праці з таблицями, геологічними картами та ілюстраціями (видрукувана 1841–42 в Парижі). Л.-П. був автором останнього тому. Цей том містить, окрім природознавчого матеріалу (у тому числі результатів аналізу, виконаного в Парижі в спеціально для цього створеній лабораторії, взятих під час експедиції зразків вугільних та залізних руд з 225 родовищ), багато даних про економічне життя Південної України, зокрема, про особливості праці тамтешніх робітників (Луганського казенного ливарного заводу та Лисичанських копалень), умови їхнього життя, деякі звичаї і характерні риси поведінки. Констатуючи досить повільний розвиток вугледобування в Донецькому краї, Л.-П. пояснював це недостатньою заселеністю краю та обмаллю в ньому промислових підприємств, а отже, й нерозвиненістю ринку збуту вугілля, тим більше, що казенний Луганський ливарний завод забезпечувався урядовими замовленнями без врахування зміни ціни вугілля. Л.-П. заперечував обґрунтованість тези, що в Донбасі неможливо виплавляти чавун та виготовляти залізо з місцевих руд на місцевому кам'яному вугіллі, й обстоював ідею «об'єднання вугілля та руди». Для створення сприятливих умов для такого «об'єднання», на його думку, необхідно було захистити донецьку кам'яновугільну промисловість державною митною протекцією (англійське вугілля продавалося на Донбасі дешевше за місцеве лише тому, що воно перевозилося на морських суднах не як вугілля, а як баласт цих суден). У цій книзі Л.-П. дав поетичний опис українського степу (степ нагадував йому безкрайнє море, величезний трав'яний килим), а також детальний опис традиційного українського транспорту — чумацьких мажар із впряженими волами (див. Чумацтво) . За його повідомленням, кожна мажара перевозила за добу до 1 т вантажу на відстань 24–35 км.
Працю було високо оцінено сучасниками, й це спонукало видавців здійснити її переклад російською мовою. Переклад виконав професор геології Г. Щуровський, а Ле Пле підготував для російського видання доповнення (для цього він ще кілька разів приїздив на Донбас) про зміни в споживанні донецького вугілля з кінця 1830-х рр. до 1850.
У себе на Батьківщині Ле Пле 1848 став членом Державної економічної комісії, був організатором Всесвітньої виставки 1855, членом Державної Ради й одним з радників імператора Наполеона III. Написав низку наукових праць, зокрема: «Європейські робітники», «Соціальна реформа у Франції», «Організація праці», «Організація родини», «Соціальний мир». Відстоював ідею, що відносини між роботодавцями і робітниками мають будуватися на принципах патронатства, й у зв'язку з цим критикував тих, хто пропагував принцип рівних прав, оскільки, на його думку, наслідком утілення в життя цього принципу буде суспільний хаос.
Помер у м. Париж.

## Окремі праці
- (1842), Париж, "Дослідження кам'яновугільного Донецького басейну, виконане в 1873–1839 рр. за розпорядженням А. Демидова" [5]
- (1843) "Sur la Fabrication de l’ Acier en Yorkshire" Annale des Mines, 4e série, Tome III, pp. 195ff. (bound with the following:)
- (1846) Mémoire sur la fabrication, le commerce et l'emploi des fers à acier du Nord de l'Europe.
- (1864). La Réforme Sociale.
- (1871). L'Organisation de la Famille.
- (1875). La Constitution de l'Angleterre. (in collaboration with M. Delaire)